# Bombus obtusus
Bombus obtusus là một loài Hymenoptera trong họ Apidae. Loài này được Richards mô tả khoa học năm 1951.